# NGC 3603-B
Désignations
NGC 3603-B (ou HD 97950B) est une étoile Wolf-Rayet située au centre de l'amas HD 97950 (en), dans la région HII NGC 3603, à environ 20 000 années-lumière de la Terre dans la constellation de la Carène. Elle est de type spectral WN6h et fait partie des étoiles les plus lumineuses et les plus massives connues.

## Historique
HD 97950 a d'abord été catalogué comme une simple étoile, puis comme amas dense, ou système stellaire multiple.
En 1926, les six membres les plus brillants ont été nommés de A à F, bien qu'il ait été constaté par la suite que plusieurs d'entre-eux étaient également des systèmes multiples.
L'étoile B s'est avérée être l'étoile simple la plus lumineuse.

## Caractéristiques physiques
HD 97950B est une étoile Wolf-Rayet (WR) de type spectral WN6h, donc ayant un spectre dominé par de fortes et larges raies d'émission. Le type WN6 indique que les raies d'azote ionisé sont fortes comparées aux raies de carbone ionisé. Le suffixe « h » indique que l'hydrogène peut aussi être observé dans le spectre.
HD 97950B est l'étoile connue la plus massive et la plus lumineuse dans la région de NGC 3603. Elle est presque trois millions de fois plus lumineuse que le Soleil et 132 fois plus massive que ce dernier. Malgré le très jeune âge de cette étoile, environ 1,5 million d'années, elle a déjà perdu une fraction considérable de sa masse initiale, estimée à 166 masses solaires.